# Richard Livingstone
Richard Winn Livingstone (Liverpool, 23 gennaio 1880 – Oxford, 26 dicembre 1960) è stato un pedagogista britannico.
Presidente del Corpus Christi College di Oxford dal 1938 al 1950, si ispirò all'educazione greca e in generale classica, privilegiando una formazione umanistica ad una scientifica.
Tra le sue opere Una difesa dell'educazione classica (1917) e Il futuro nell'educazione (1941).